# Debrenthei Tamás
Debrenthei Tamás (15. század) zágrábi, később nyitrai püspök

## Élete
1430-ban veszprémi kanonok, majd 1440-ben veszprémi prépost.  1447 és 1467 között szentmártoni főapát volt, 1455-ben nevezte ki V. László zágrábi püspökké; ezen kinevezést V. Miklós pápa október 11. kelt brevéjével meg is erősítette. Midőn a vetélytársak közt versengés fejlődött ki. 1462-ben Mátyás király Vitéz János nagyváradi püspököt akarta a zágrábi székre áthelyezni, Debrenthei szívósan ragaszkodott igényeihez és ezek érvényesítése végett személyesen Rómába utazott, hogy a szentszék támogatását megnyerje. Sienában is fölkereste az ott időző II. Piusz pápát és hosszú latin beszédben tüzetesen kifejtette az ügy állását és igazolni törekedett igényeinek jogosultságát; hogy előadásának nagyobb nyomatéka legyen, azt leiratta és díszesen kiállítva a pápának átnyujtotta. 
- Ezen hártya-kézirat a párizsi nemzeti könyvtár kéziratgyűjteményében van és 13 levélből áll, címe: Oratio reverendi patris domini Thome de Debrenthe episcopi Zagrabiensis ad sanctissimum dominum nostrum Pium II. feliciter incipit. (Közölve van egész terjedelmében a Magyar Könyvszemlében, 1889. 211–117. l.) Debrenthei könyvtárából még egy codex létezik Bécsben a német lovagrend könyvtárában, mely 1462-ből származik, a címlapon II. Pius pápa és Debrenthei címmerével van diszítve, Nagy Sándor életét tartalmazza s címe: Finit Vita Alexandri Magni Johannes Marcus Clarissimi. Et. Virtute. Et. Nobilitate. Viri Petri Stocci Florentini Discipulus. Parmae. Oriundus. Hanc. Alexandri Imperatoris Maximi Vitam…

Debrenthei a zágrábi püspökséget nem vehette ugyan birtokba, de a nyitrait nyerte kárpótlásul.